# Reino Restaurado de Hanthawaddy
O Reino Restaurado de Hanthawaddy (birmanês:  ဟံသာဝတီ ပဲခူး တိုင်းပြည်) foi o reino que governou a Baixa Birmânia e partes da Alta Birmânia de 1740 a 1757. O reino surgiu a partir de uma rebelião do povo mon, que constituía na maioria étnica da Baixa Birmânia, contra os birmaneses da dinastia Taungû de Ava da Alta Birmânia. A rebelião conseguiu restaurar a depreciada língua mon falada no Reino de Hanthawaddy, que governou a Baixa Birmânia de 1287 a 1539. Apoiado pelos franceses, o repentino reino rapidamente conquistou um espaço para si na Baixa Birmânia, e continuou sua expansão em direção ao norte. Em abril de 1752, as suas forças capturaram Ava, e encerrou com os 266 anos da dinastia Taungû.
A nova dinastia chamada Konbaung liderada pelo rei Alaungpaya surgiu na Alta Birmânia para enfrentar as forças do sul, e passou a conquistar toda a Alta Birmânia até dezembro de 1753. Após a invasão de Hanthawaddy na Alta Birmânia ter fracassado em 1754, o reino se desestruturou. Sua liderança tomou medidas autodestrutivas ao mandar assassinar a família real Taungû, e perseguir a população de etnia birmanesa no sul, sendo que ambas só fortaleceram ainda mais o desejo de vitória de Alaungpaya. Em 1755, Alaungpaya invadiu a Baixa Birmânia. As forças Konbaung capturaram a região do delta do rio Irauádi em maio de 1755, o porto defendido pelos franceses em Thanlyin, em julho de 1756, e finalmente a capital Pegu em maio de 1757.
A queda do Reino Restaurado de Hanthawaddy foi o começo do fim da dominação secular do povo mon na Baixa Birmânia. Os exércitos de represálias  da dinastia Konbaung forçaram milhares de mons a fugir para o Sião. No início do século XIX, a assimilação, o inter-casamento, e a migração em massa de famílias birmanesas do norte havia reduzido a população mon a uma pequena minoria.

## Surgimento do reino do sul
A rebelião no sul era a mais séria ameaça à dinastia Taungû, que já estava muito enfraquecida. Seus reis fracos tinham sido incapazes de conter os ataques constantes no vale do rio Chindwin pelos manipures desde 1724, ou de acabar com uma rebelião nagging em Lanna no leste desde 1727. A liderança mon elegeu um birmanês de fala mon, de linhagem real com o título mon de Smim Htaw Buddhaketi, como rei de Hanthawaddy aproximadamente em julho de 1740. Em 1742, as forças Hanthawaddy começaram atacando a região do rio Irauádi até chegar a Ava. Em 1745, Hanthawaddy controlava a maior parte da Baixa Birmânia, e parte da Alta Birmânia até Prome e Taungû. (O novo reino não controlou a costa norte da Tenasserim. os governantes de Martaban (Mottama) e Tavoy (Dawei) buscaram e receberam a proteção dos siameses.)
A guerra continuou até novembro de 1751 quando Binnya Dala, que sucedeu Smim Htaw como rei em 1747, lançou uma invasão em grande escala da Alta Birmânia. Os exércitos Hanthawaddy gradualmente avançaram em direção ao norte, e, finalmente, saquearam a cidade capital da Ava em março 1752. A família real foi deportada para Pegu. Engano pensar que a Alta Birmânia havia sido vencida, a liderança Hanthawaddy prematuramente retornou a Pegu, deixando apenas um terço de suas forças comandadas pelo general Dalaban para acabar com os focos de resistência no interior.

## Queda

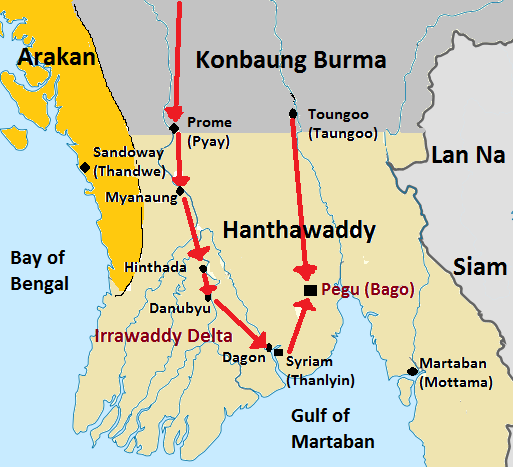
O exército de Konbaung invade a Baixa Birmânia (1755-1757)

A inevitável resistência birmanesa veio rapidamente. Em março de 1752, um chefe de aldeia de Moksobo chamado Aung Zeya fundou a dinastia Konbaung com o título de Alaungpaya para resistir à ocupação mon. Alaungpaya rapidamente ganhou seguidores em toda a Alta Birmânia. Em dezembro de 1752, tinha reconquistado todo a Alta Birmânia ao norte de Ava, e a própria cidade um ano depois. Em março de 1754, Binnya Dala invadiu a Alta Birmânia, com todo o seu exército. A invasão foi bem sucedida no início, sitiando Ava e avançando pelo interior da região mas, acabou fracassando, sendo repelida e com pesadas perdas.
Após a derrota, a liderança de Hanthawaddy instalou suas políticas "autodestrutivas" de polarização étnica no sul. Executou todos os cativos de Ava, incluindo o último rei da dinastia Taungû, e começou a exigir que todos os birmaneses no sul usassem um brinco com o selo do herdeiro aparente de Pegu e cortassem o cabelo no estilo mog como um sinal de lealdade.
Em 1755, Alaungpaya começou o avanço em direção ao sul, capturando o delta do rio Irauádi em abril e Dagon (hoje Yangon) em maio. Os franceses defenderam a cidade portuária de Sirião (Thanlyin) que só foi tomada depois de um cerco que durou 14 meses em julho de 1756. Com o apoio francês retirado, seguiu-se o fim do reino. A capital Pegu caiu em 2 de maio de 1757.

## Legado
A queda do reino foi o fim da independência para o povo mon, bem como seu domínio de séculos da Baixa Birmânia. Os saques indiscriminados dos exércitos Konbaung na região obrigaram milhares de mons a fugir para o Sião. As famílias de etnia birmanesa do norte começaram também a se estabelecerem no delta do rio Irauádi. No início do século XIX, a assimilação e o inter-casamento reduziu a população mon a uma pequena minoria.